# Shah Sefīd
Shah Sefīd (persiska: شه سفيد) är en ort i Iran.   Den ligger i provinsen Semnan, i den centrala delen av landet, 110 km sydost om huvudstaden Teheran. Shah Sefīd ligger 837 meter över havet och antalet invånare är 583.
Terrängen runt Shah Sefīd är platt, och sluttar söderut.Runt Shah Sefīd är det glesbefolkat, med 9 invånare per kvadratkilometer. Trakten runt Shah Sefīd består till största delen av jordbruksmark.